# 파리스크르 전투
파리스크르 전투(영어: Battle of Fariskur)는 1250년 4월 6일 프랑스 왕 루이 9세(훗날 성 루이(Saint Louis))가 지휘하는 프랑스의 십자군과 투란샤가 지휘하는 이집트(당시 아이유브 왕조) 군대 사이에서 벌어진 전투이다.

## 배경
리옹의 첫 번째 공의회 기간 중 루이 9세에 대한 인노첸시오 4세의 지원하에 이집트에 대한 제7차 십자군이 결의되었고, 이에 루이 9세의 형제인 앙주의 샤를과 아르투아의 로베르가 참전하였다. 십자군의 목적은 이집트를 격파하여 이집트와 시리아의 아이유브 왕조를 격멸함으로써 1244년 당시 이슬람 세력에 의해 지배되고 있던 예루살렘을 탈환하는 것이었다.
1249년 이집트의 항구 다미에타를 함락한 후 루이 9세는 카이로로 진군하려 했으며 이에 대해서 루이 9세의 알폰스 드 푸아티에가 열렬한 지원이 뒤따랐다. 그리고 이집트 아이유브 왕조의 술탄 살라흐 아이유브의 죽음이 알려졌다. 프랑크족들은 아쉬문 해로를 넘는 데 성공했다.(오늘날에는 알 바흐르 알 사기르라는 이름으로 알려져 있다.) 그리고 알 만수라에서 2마일 정도 떨어져 있는 기데일라에 진주하고 있는 이집트군에 대한 기습공격을 감행하였다. 숙영하고 있던 이집트군은 기습공격을 당한 채 알 만수르로 퇴각했으며 십자군은 마을을 향해 진군했다. 이집트군의 지휘는 퇴각하는 군대를 수습하는 데 성공한 맘루크의 장군 파리스 아드 딘 아크타이와 바이바르스 알 분두크다리, 그리고 샤이프 아드 딘 쿠투즈에 의해 이루어지고 있었는데 이들은 십자군이 마을로 진입하도록 허가하여 이들로 하여금 함정속에 빠지게 하였다. 중무장 기병들이 십자군을 괴롭혔다. 집안으로 도망친 아르투아의 로베르(루이 9세의 동생)와, 솔즈베리의 윌리엄은 알 만수르에서 적의 중무장 기병에 의해 살해되었다. 오직 5명의 성당 기사단만이 전투에서 살아 남았다. 십자군은 무질서한 상태에서 참호와 벽으로 둘러싸인 기델리아로 퇴각할 수밖에 없었다. 2월 11일 이른 아침, 이슬람 군은 프랑스 군의 진영에 파멸적인 공격을 감행했다. 수주동안 프랑스군은 캠프속에서 길고 지루한 게릴라전을 견뎌내야만 했다. 많은 십자군들이 포로로 사로잡혀서 카이로에서 구경거리가 되었다 .

## 전투
2월 27일 새로운 술탄 투란샤는 하산키에서 이집트에 도착했고, 이집트군을 이끌고 알 만수르로 진군했다. 전함들이 육로를 넘어 나일강에 배치되어 십자군의 배후를 공략하여 다미에타로부터의 보급을 차단했고, 루이 9세의 십자군에 대한 공세를 시작했다. 이집트인들은 그리스의 불을 사용하여 많은 전함과 수송선을 격파하였다. 곧 공격당한 십자군은 괴멸적인 공격과 질병, 기아로 고통받기 시작했다. 일부 십자군은 이슬람군에 투항하기 시작했다. 루이 9세는 이집트인들에게 다미에타의 포위자들에게 시리아 해안의 몇 도시들과 예루살렘을 교환할 것을 제안하였다. 이집트인들은 십자군이 처한 끔찍한 상황에 대하여 인식하고 있었기 때문에 왕의 요구를 거절하였다. 4월 5일 어두운 밤에 가려진 채 십자군들은 자신들의 본영에서 벗어나, 다미에타를 향해 북쪽으로 퇴각하기 시작했다. 혼란상태에 빠진체 그들은 자신들이 해협을 건너기 위해 설치했던 부교를 불태우는 것을 잊어버렸다.이집트군은 해협을 다리로 건너 그들을 파리스크르에서 따로잡았고 이들을 4월 6일 철저하게 격파하였다. 수천의 십자군이 살해당하거나 포로가 되었다. 루이9세와 그의 귀족들은 그들이 도망친 모니아트 아브달라의 마을 근처에서 사로잡혔다. 루이 9세는 살해당하지 않을 것이라는 약속을 받고 자말 아드 딘 알 살리히라는 환관에 의해 포로로 잡혔다. 그의 두 동생인 앙주의 샤를과 알폰스 드 푸아티에 역시 루이 9세가 사로잡힌 채 대법관 이브라힘 벤 로크맨의 집으로 보내졌고 사슬에 묶인 채 소지 알 모아자미라는 이름의 환관에 의해 감시되었다. 루이 9세의 두건은 시리아에서 구경거리가 되었다. 이브라힘 벤 로크맨의 집은 루이 9세와 귀족들의 수감소가 되었고 알 만수르 밖에 있던 프랑스군의 본영은 수많은 전쟁 포로의 수용소가 되었다.

## 결과

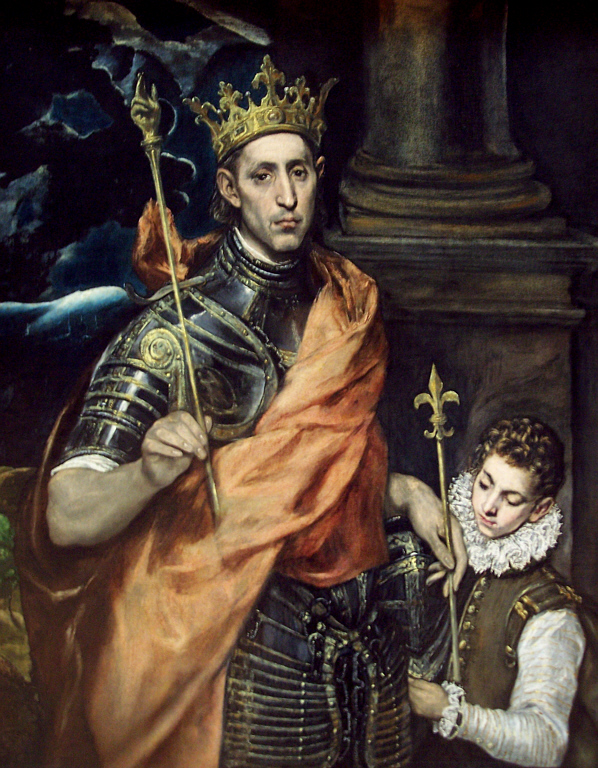
루이 9세. 포로가 되었다가 몸값을 받고 풀려남

십자군의 완벽히 패배하고 파리스크루에서 루이 9세가 사로잡힌 일은 프랑스에 엄청난 충격을 안겨주었다. 십자군은 잘못된 정보를 유럽에 퍼트렸는데 루이 9세는 위대한 전투에서 이집트의 술탄을 패퇴시켰으나 카이로는 루이 9세를 배신하여 그를 자신의 손아귀에 넣었다는 것이다. 이 소식이 프랑스에 전해지자 역사상 세퍼드 십자군이라 알려진 운동이 프랑스에 알려졌다.
루이 9세는 40만 디나르에 의해 석방되었다. 그가 이집트로 다시는 돌아오지 않고 다미에타를 이집트에 넘겨준다고 약속한 후에야 루이 9세는 1250년 5월 8일 그의 동생들과 12,000명의 포로들과 함께 아크레로 물러갈 수 있었다. 루이 9세는 그의 아내 마리그리트 드 프로방스는 오랫동안 악몽을 꾸었는데, 그녀는 얼마 후 다미에타에서 아이를 낳았다. 이 여아의 이름은 장 트리스탄이다.

국경일인 다미에트 탈환일은 5월 8일로 루이 9세를 1250년 쫓아낸 것을 기념하는 날이다.

## 역사적 결과

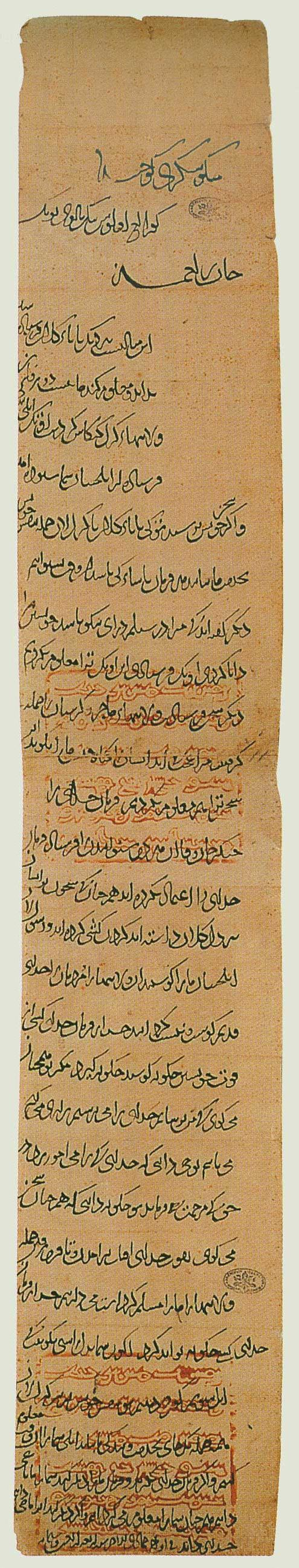
1246년 인노첸시오 4세가 구유크에게 보내는 편지.

제7차 십자군은 파리스크르에서 1250년 비극적으로 끝났고 이는 당대의 종교적 세력의 변화를 보여주는 역사적 전환점이다. 이집트는 루이의 십자군을 격파하고 이슬람의 요새와 무기고를 지켜냈다. 7차 십자군은 이집트에 대한 최후의 공세를 취한 군세였다. 십자군은 예루살렘을 탈환하지 못했으며 루이 9세를 제외한 모든 유럽의 왕들은 새로운 십자군을 구성하는 데 흥미를 잃었다. 파리스크르 전투 이후 아이유브의 술탄 투란샤는 파리스크르에서 암살당했다. 그리고 알 만수르의 승자중 하나인 맘루크가 이집트의 새로운 지배자가 되었다. 동, 남 지중해의 세력도는 4개의 주된 세력으로 나뉘게 되었다. 이집트의 맘루크와 아이유브의 시리아가 서로 대립각을 세웠고, 안티오크 공국과 실리시안 아르메니아인. 프랑크 세력이 동맹을 맺었다. 급작스럽게 유라시아 초원을 진동시킨 몽골은 1241년까지 오데르 강의 서쪽에서 북부로는 아드리아 해까지에 이르는 적을 가지고 있었으며 파리스크르 전투동안 그들은 인접한 지역에 공세를 가했다.

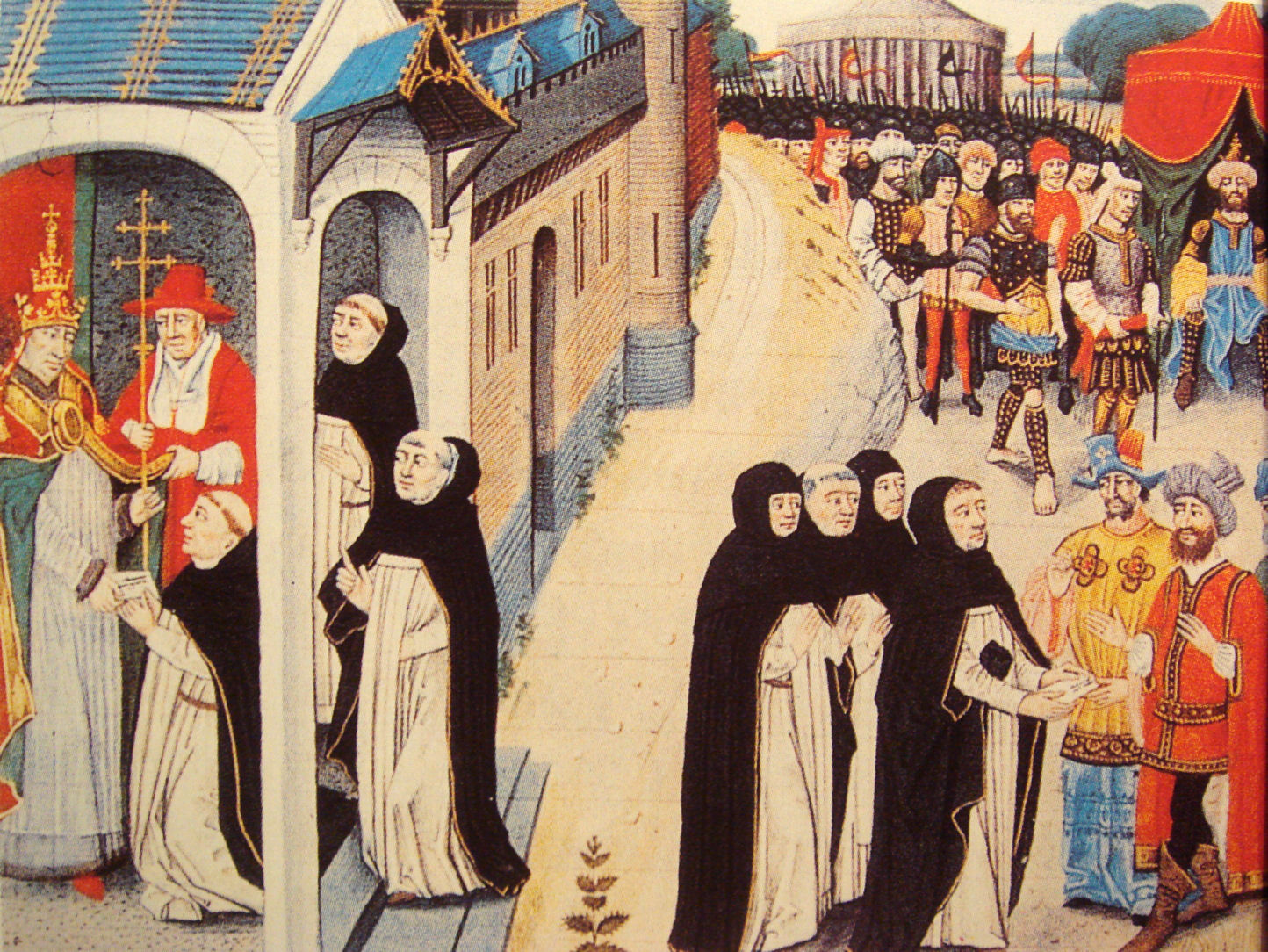
몽골 제국에게 사신을 보낸 교황. Ascelin of Lombardia 몽골의 장군 바이주가 편지를 받고(왼쪽) 보내다(오른쪽).

서부의 크리스천과 실리시안 아르메니아인들은 이슬람세력에 대항하여 몽골과 위대한 동맹을 맺기를 바랐다. 실리시안 아르메니아인들은 1247년과 1254년 그들의 왕인 헤토움이 몽골의 수도를 방문함으로써 몽골에 대하여 종속의 예를 갖추었다. 제7차 십자군을 구성한 교황 인노첸시오 4세는 1246년 카라코룸에 있는 몽골의 대칸에게 프란시스코파 선교사 지오반니 다 피안 델 카르피네를 보내 무슬림에 대항하는 동맹을 맺고자 하였으나, 그는 구유크 칸에게 교황과 유럽의 왕들이 모두 구유크 칸에게 복종해야만 동맹이 성립할 것이라는 실망스러운 대답을 받았다. 1253 루이 9세는 이집트에서의 패배 이후 아크레에 이전의 원정에서 자신을 따른적이 있는 새로운 사절인 프란시스코파의 루브룩의 프리알 윌리암을 이 여행은 별다른 성과를 내지 못했다.

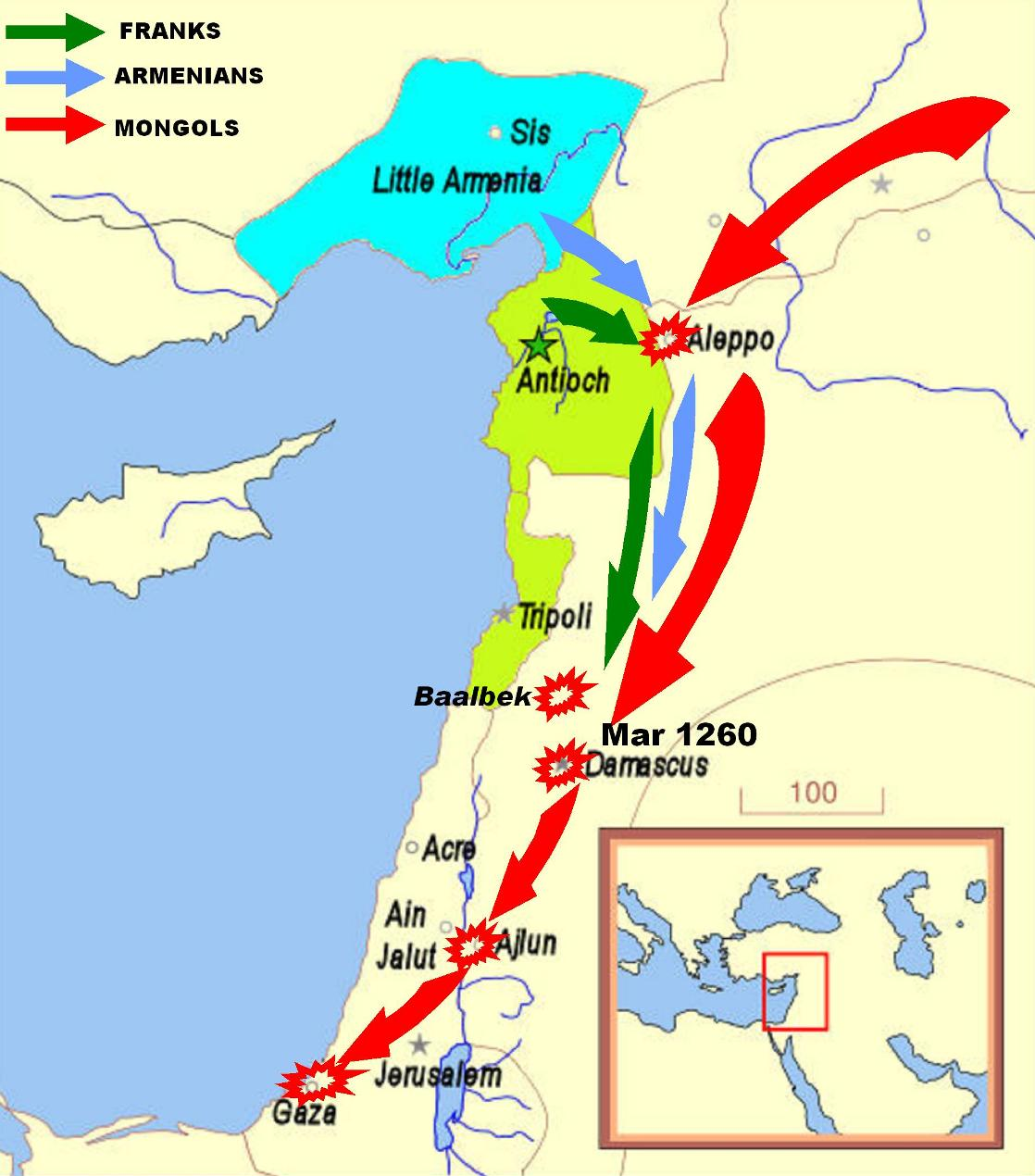
1260년 이집트 국경까지 뻗친 몽골의 침략.

1258년 훌라구칸이 이끄는 몽골군이 바그다드를 점령하고 아바스 칼리프왕조를 멸망시킨 후 시리아로 진군하여 다마스쿠스를 점령하였다. 이로써 이집트로 가는 길이 열리게 되었다. 몽골은 협박 편지를 이집트에 보내어 몽골에 굴복할 것을 요구하였다. 1260년 맘루크 술탄 쿠투즈와 알 만수르에서의 승자와 동일인물인 장군 바이바르스 알 부두크다리가 아인 잘루트에서 몽골군을 격퇴한다. 전투에서 패사한 사령관의 이름은 키트부카인데 그는 네스토리우스파 기독교인으로써 실리시안 아르메니아의 기독교왕과 역시 기독교인인 안티오크 공작과 동행하고 있었다. 아크레의 프랑크 세력은 중립을 지키고 있었으나 맘루크의 술탄에게 배반에 대해서 경고하고는 이집트군에게 길을 터 주었다 . 이 승리로 인하여 다마스쿠스와 시리아는 맘루크의 영토가 되었다.

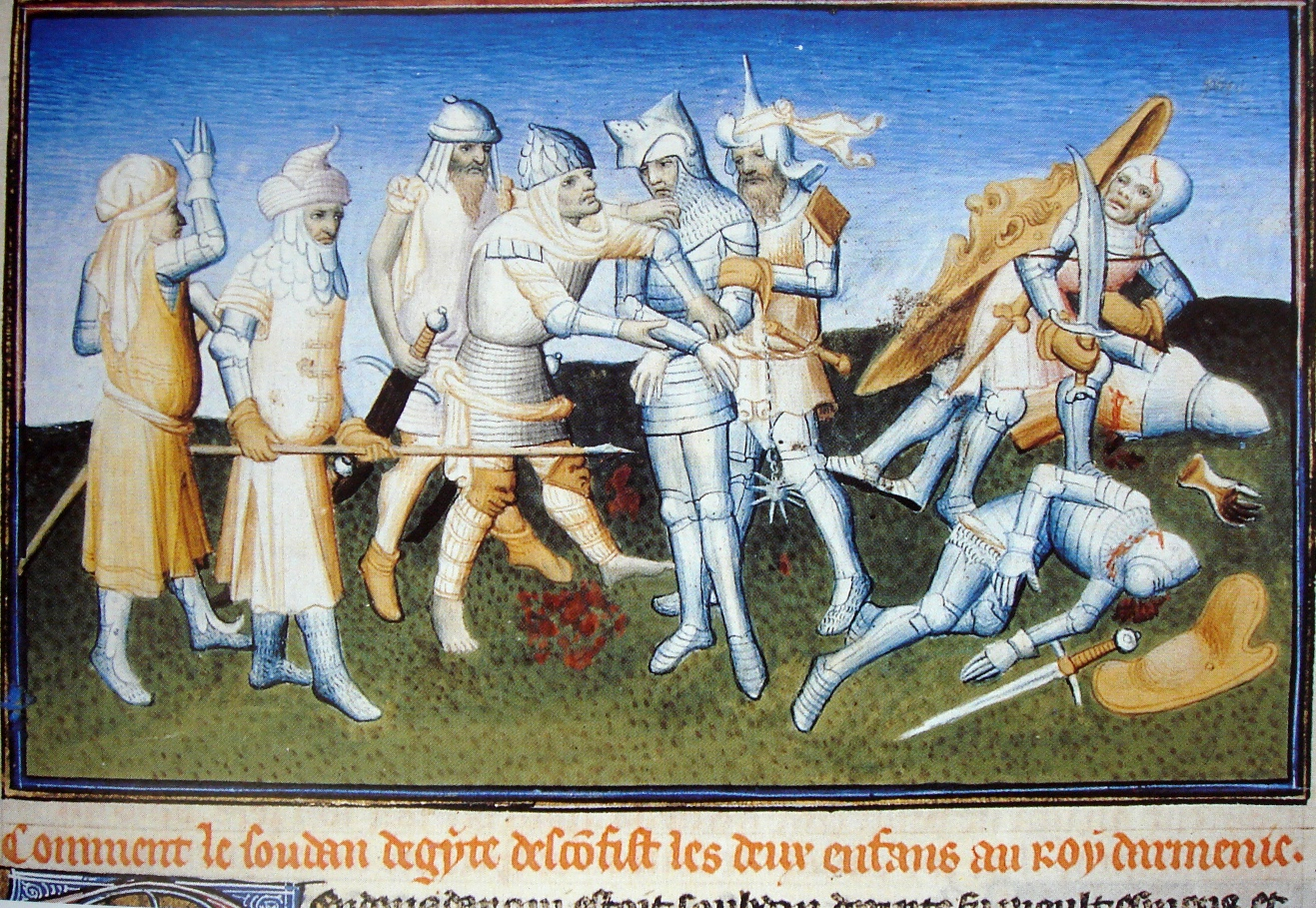
1266년 바이바르스의 응징을 받는 실리시아 아르메니아 왕국

후에 술탄 알 자히르 바이발스 알 부두크다리의 시대동안 실리시안 아르메니아와 안티오크 공국은 몽골과의 동맹에 대하여 지독한 대가를 치르게 되었다. 아인 잘루트의 전투 이후 맘루크군은 시리아에 대한 몽골의 계속된 공격을 격퇴하였다. 이슬람은 몽골과 십자군의 공격속에서도 살아남았고, 이보다 더 큰 위험은 이 종교가 태어난 후 없었다. 

1389년 금장 한국의 영토

1257년 몽골제국은 유라시아 초원의 절반을 차지하고 맘루크와 동맹을 맺은 이슬람 몽골 세력인 금장 한국의 분열로 고통받았다. 몇 년 후 다른 몽골 세력들도 독립하기 시작했다. 1270년 루이 9세는 8차 십자군을 조직하여 튀니스로 향해 이집트에 대하여 반격을 기도했으나 그는 튀니스에서 죽고 말았다. 바이바르스 술탄의 재임기간동안 시리아의 프랑크 세력은 눈에띄게 축소되었다. 아크레는 최후의 프랑크 족 세력이었으나 맘루크 술탄 알 샤라프 칼릴이 1291년과 1292년에 걸쳐 맹공을 퍼부어 끝내 함락시켰다.

## 참조문헌
- Abu al-Fida, Tarikh Abu Al-Fida, The Concise History of Humanity.
- Al-Maqrizi, Al Selouk Leme'refatt Dewall al-Melouk, Dar al-kotob, 1997. In English: Bohn, Henry G., The Road to Knowledge of the Return of Kings, Chronicles of the Crusades, AMS Press, 1969.
- Dupuy, Trevor N The Harpers Military Encyclopedia of Military History, New York:HarperCollins, 1993. ISBN 0-06-270056-1
- Hassan, O., Al-Zahir Baibars, Dar al-Amal 1997
- Ibn Taghri, al-Nujum al-Zahirah Fi Milook Misr wa al-Qahirah, al-Hay'ah al-Misreyah 1968
- Qasim,Abdu Qasim Dr., Asr Salatin AlMamlik ( era of the Mamluk Sultans ), Eye for human and social studies, Cairo 2007
- Sadawi, H., Al-Mamalik, Maroof Ikhwan, Alexandria
- Skip Knox, Dr. E.L., The Crusades, Seventh Crusade, A college course on the Crusades, 1999
- Toynbee, Arnold J., Mankind and mother earth, Oxford university press 1976
- The chronicles of Matthew Paris ( Matthew Paris: Chronica Majora ) translated by Helen Nicholson 1989.
- Matthæi Parisiensis, monachi Sancti Albani, Chronica majora By Matthew Paris, Roger, Henry Richards, Longman & co. 1880.
- The Memoirs of the Lord of Joinville, translated by Ethel Wedgwood (1906)
- The New Encyclopædia Britannica, H.H. Berton Publisher, 1973
- The New Encyclopædia Britannica, Macropædia,H.H. Berton Publisher,1973-1974
- www.historyofwar.org